# Кратер (фільм)
«Кратер» (Crater) — американський науково-фантастичний пригодницький фільм 2023 року режисера Кайла Патріка Альвареса за сценарієм Джона Гріффіна. Загалом фільм отримав позитивні відгуки від критиків.

## Про фільм
Після смерті батька хлопчик, який виріс у місячній шахтарській колонії, разом із чотирма найкращими друзями вирушає досліджувати легендарний кратер, перш ніж назавжди покинути Місяць і переселитися на іншу планету.

## Знімались
| Актор          | Роль           |
| -------------- | -------------- |
| Маккенна Грейс | Аддісон        |
| Біллі Барратт  | Ділан          |
| Кід Каді       | Майкл          |
| Селеніс Лейва  | Марія          |
| Майкл Пападжон | Майнер         |
| Денн Флорек    | дорослий Ділан |
| Брейді Нун     | Гектор         |